# Marisa Heutink
Marisa Heutink (Enschede, 17 november 1978) is een Nederlands radiopresentatrice. 
Na werkzaamheden voor plaatselijke zenders in Twente en Bloemendaal kwam ze in januari 2003 terecht bij de landelijke popzender NPO 3FM, waar ze het nachtelijke programma Nachtmiss Marisa presenteerde. Omdat dit programma werd gemaakt in het kader van een opleidingstraject moest ze in 2005 plaatsmaken voor nieuw talent. Ze maakte vrij snel daarna de overstap naar het toenmalige Yorin FM, waar ze haar programma voortzette. Na het ter ziele gaan van Yorin FM, kwam ze in dienst bij radiozender Caz!, waar ze op werkdagen tussen 09.00 en 13.00 uur het programma Marisa! presenteerde. In oktober 2007 stapte Heutink over naar Arrow Classic Rock, waar ze vijf dagen per week het programma Rock Of Ages presenteerde. Ook is ze de stem van het radiostation Arrow Jazz FM geweest. Vanaf 29 november 2010 presenteerde ze elke werkdag tussen 08.30 en 11.00 uur het programma Goeiemorgen Overijssel. In 2014 stopte ze bij RTV Oost.
Vanaf september 2014 presenteerde ze op NPO Radio 2 het programma Zo'n Zondag van omroep WNL. Van 7 oktober tot half november 2018 presenteerde ze tijdelijk in plaats van Frank van 't Hof elke werkdag tussen 04.00 en 6.00 uur voor BNNVARA onder de naam Nachtmiss Marisa.
In 2016 is Heutink een van de twee eerste vrouwelijke dj's die de jaarlijkse NPO Radio 2 Top 2000 presenteren op NPO Radio 2, tussen 02.00 en 04.00 uur 's nachts.
Sinds de zomer van 2019 is Heutink op Radio Veronica te horen, eerst als invaller en vanaf december 2020 presenteerde ze Goud van Oud op zaterdag- en zondagochtend tussen 08.00 en 12.00 uur. Vanaf 28 juni 2021 was ze elke maandag t/m donderdag te horen van 19.00 tot 22.00 uur en op vrijdag van 22.00 tot 00.00 uur met  Studio Marisa. Vanaf 10 januari 2022 presenteerde Heutink het programma Marisa in de Middag (van maandag tot en met donderdag tussen 16:00 en 18:00 uur en op vrijdag tot 19.00 uur). Per oktober 2022 werd Heutink verplaatst naar de ochtend en presenteerde ze iedere werkdag Marisa's Goud van Oud, tussen 09.00 en 12.00 uur. Begin 2023 verdween Heutink tijdelijk van de radio wegens ziekte. In september 2023 keerde ze terug als invaller.
Heutink heeft de opleiding neuropsychologie afgerond, de discipline die zich bezighoudt met het functioneren en disfunctioneren van het brein in relatie tot gedrag.